# Berta Bobath
Berta Bobath (Berlim, 5 de dezembro de 1907 — Londres, 20 de janeiro de 1991) foi uma fisioterapeuta alemã,  conhecida por ter desenvolvido - junto com seu marido Karel Bobath (1906—1991) - o "Conceito Bobath", um conjunto de técnicas que visam melhorar a qualidade do tónus, diminuir a espasticidade e outras características neuromusculares em crianças com paralisia cerebral.

## Biografia
Conheceu seu futuro marido, o fisiologista Karel Bobath ainda na infância. Em 1926 ela adquiriu o título de educadora física. Mais tarde recebeu o título de fisioterapeuta.
Durante o regime nazista Berta e Karel fugiram para Londres, na Inglaterra, onde se casaram em 23 de abril de 1941.
Em 1951 o casal Bobath funda o Centro Bobath. Em 1976 o casal recebeu o Bundesverdienstkreuz, um ordem de mérito federal da Alemanha.
O casal suicidou-se em 20 de janeiro de 1991 em Londres.

## Literatura
- Jay Schleichkorn: The Bobaths: a biography of Berta and Karel Bobath, ed. Tucson, Ariz. (Neuro-Developmental Treatment Association), 222 pág., 1992, ISBN 088450493X (review, em inglês)